# Ester Pastorello
Ester Pastorello (Montagnana, 8 dicembre 1884 – Padova, 15 luglio 1971) è stata una bibliotecaria italiana. È stata direttrice di diverse biblioteche tra cui la Biblioteca nazionale di Torino e soprintendente dal 1937 al 1947.

## Biografia
Si laurea nel 1907 con lode presso l'Università di Padova con una tesi dal titolo Nuove ricerche sulla storia di Padova e dei principi da Carrara al tempo di Gian Galeazzo Visconti.
Dal 1909 al 1917 è bibliotecaria presso la Biblioteca Nazionale Marciana di Venezia e dal 1915 è attiva in iniziative di promozione della lettura, partecipando con Giulio Coggiola e Arnaldo Segarizzi, alla costituzione di un comitato che ha l'obiettivo di fornire libri e riviste ai soldati feriti negli ospedali durante la prima guerra mondiale.
Dal 1917 al 1937 svolge diversi incarichi, come lei stessa riporta in una lettera del 1964. Nel 1925 diviene direttrice della Biblioteca governativa isontina Di Gorizia e nel 1931 della Estense di Modena, assumendo anche l'incarico di soprintendente bibliografica per alcune città dell'Emilia-Romagna. Nel 1934 viene trasferita alla direzione della Biblioteca nazionale di Palermo (oggi Biblioteca centrale della regione Sicilia), anche qui con il ruolo di soprintendente bibliografica di Palermo, Agrigento, Caltanissetta, Enna e Trapani.
Il 1 luglio del 1937 è promossa direttrice bibliotecaria di prima classe e tre anni dopo viene nominata direttrice della Biblioteca nazionale di Torino e soprintendente per il Piemonte. Nei dieci anni in cui rimane a Torino, mettendo a frutto l'esperienza passata del primo conflitto mondiale, fronteggia il problema delle misure preventive in caso di guerra e, nell'aprile del 1940, scrive una lettera all'Ufficio mobilitazione civile nella quale esprime la sua perplessità riguardo l'inadeguatezza del luogo, Abbazia di Santa Maria alla Croce di Tiglieto, scelto per la protezione dei materiali bibliografici dal Ministero della pubblica istruzione, "perché distante, di difficile accesso e potenzialmente pericoloso".
Il 6 dicembre del 1942 scrive all'ispettore generale delle biblioteche Luigi de Gregori, mostrandosi contraria alla decisione di prestare i volumi conservati nei rifugi; così facendo, secondo lei i direttori e soprintendenti non rispetterebbero l'intento a cui sono chiamati, ovvero "salvare, per quanto possibile, dall'annientamento i tesori bibliografici". Molte biblioteche, infatti, hanno mantenuto attivi i servizi negli anni di guerra, anche se mancano i dati relativi agli anni che vanno dal 1942 (quando viene scritta la lettera) al 1945.
L'8 dicembre del 1942 la Biblioteca nazionale di Torino, nella quale è direttrice e soprintendente, viene colpita da bombardamenti inglesi. L'edificio viene ulteriormente danneggiato nell'estate del 1943 dalle bombe; le prime il 13 luglio, poi l'8 agosto. Queste ultime rendono inutili i lavori di restauro già iniziati. Tra il 1944 e il 1945 la struttura della biblioteca viene finalmente ricostruita e il 12 settembre del 1945 riapre al pubblico. Tuttavia le perdite del patrimonio culturale ammontano a circa 150.00 volumi su un totale di 600.000, mentre i danni subiti sono stimati oltre 114 milioni di lire, senza contare il valore della collezione di materiale scientifico-didattico donata nel 1917 del geografo Guido Cora andata perduta.
Nel 1946, appena prima del suo pensionamento, avvenuto poi il 1 giugno 1947, si dedica alla costituzione della Sezione di Torino dell'Associazione italiana biblioteche, portando l'organizzazione, di cui era stata socia sin dalla sua fondazione, nel capoluogo piemontese. Nel 1954 partecipa attivamente alla nascita del Centro studi sui Castelli della città di Montagnana  insieme a Stanislao Carazzolo e Antonio Giacomelli.
Muore nella sua casa a Padova il 15 luglio del 1971. Tutte le sue carte, a parte alcuni libri richiesti dalla sorella, vengono lasciate come sua volontà 'alla Biblioteca nazionale di San Marco per debito e riconoscenza'.

## Attività di ricerca
La sua produzione scritta è condizionata dalle difficoltà dovute alle guerre e ai frequenti spostamenti. Riesce tuttavia a continuare i suoi studi su Padova e la famiglia dei Carraresi. Pubblica quindi la sua tesi di laurea e altri testi di storia veneta.
Tra il 1937 e il 1947 si limita alla raccolta e all'approfondimento di informazioni su cui basa la sua produzione successiva. Nel 1950, dopo il pensionamento, pubblica il primo saggio su Aldo Manuzio, al quale dedica una serie di scritti.
Dei suoi testi, rimane inedito Edizioni veneziane del secolo XVI (1501-1599), con note tipografiche espresse per alfabeto di tipografi, editori, librai (esclusi Giolito, Manuzio, Marcolini, Petrucci) ... in ordine cronologico di edizione, con Indice delle parole d'ordine, anno di stampa, numero di riferimento, concluso l'11 novembre 1962.  Questo è conservato presso l'Archivio marciano.

## Archivio e biblioteca personali
L'archivio è conservato alla Biblioteca Marciana ed composto da 60 fascicoli. Il fondo librario, costituito da 171 volumi, è stato devoluto dalla Biblioteca Marciana al Centro studi sui Castelli della città di Montagnana.

## Pubblicazioni
- Per la genesi storica dell'istituto amministrativo de l'ingresso nelle biblioteche. Saggio di bibliografia ragionata, Venezia, 1920.
- Tipografi, editori, librai a Venezia nel secolo XVI, Firenze, Olschki, 1928.
- La biblioteca nazionale di Torino, Firenze, Valecchi, 1941.
- Per l'epistolario di Aldo il vecchio, 1950.
- L'epistolario manuziano. Inventario cronologico-analitico, 1483-1597, Firenze, Olschki, 1957.
- Inedita manutiana, 1502-1597. Appendice all'inventario, Firenze, Olschki, 1960.